# Pterostichus punctatissimus
Pterostichus punctatissimus är en skalbaggsart som beskrevs av Randall. Pterostichus punctatissimus ingår i släktet Pterostichus och familjen jordlöpare. Inga underarter finns listade i Catalogue of Life.